# 谷川建設
株式会社谷川建設（たにがわけんせつ）は、長崎県長崎市に本社を置く住宅メーカー。

## 沿革
- 1971年4月 - 谷川商事住宅部として業務開始
- 1971年12月 - 谷川弥一が株式会社谷川建設として長崎市昭和町2-2に独立
- 1973年3月 - 本社を長崎市花丘町17-10に移転
- 1975年2月 - 佐世保支店開設
- 1978年2月 - 福岡支店開設
- 1979年1月 - 本社を長崎市松山町3-90に移転
- 1980年7月 - 福岡東営業所開設（1984年福岡支店に統合）
- 1981年4月 - 北九州支店開設
- 1982年4月 - 博多支店開設（1985年福岡支店に統合）
- 1982年4月 - 福岡西営業所開設（1985年福岡支店に統合）
- 1983年7月 - 福岡南営業所開設（1985年福岡支店に統合）
- 1987年4月 - 熊本営業所開設（現・熊本支店）
- 1990年4月 - 佐賀営業所開設（現・佐賀支店）
- 1991年9月 - 大村プレカット工場新設
- 1995年10月 - 八幡営業所開設（現・八幡支店）
- 1995年12月 - 諫早営業所開設
- 1996年6月 - 福岡西営業所開設（現・福岡西支店）
- 1999年11月 - 熊本東営業所開設（2002年熊本支店に統合）
- 2002年4月 - 久留米営業所開設
- 2002年5月 - 福岡東営業所開設
- 2002年6月 - 東京支店開設
- 2002年8月 - 本社を長崎市岡町9-1に移転
- 2002年10月 - 大分営業所開設（現・大分支店）
- 2005年4月 - 福岡南営業所開設
- 2011年2月 - 鹿児島営業所開設
- 2017年3月 - 広島営業所開設

## 事業所
本社・長崎支店
- 長崎県長崎市岡町9-1

住まいとくらしの情報館
- 長崎県長崎市魚の町6-11 1F

工務本部（旧本社）
- 長崎県長崎市松山町3-90

谷川不動産
- 長崎県長崎市魚の町6-11 2F

大村プレカット工場
- 長崎県大村市富の原2-560-1

諫早営業所
- 長崎県諫早市久山町1793

佐世保支店
- 長崎県佐世保市藤原町2-7

山林部
- 長崎県五島市東浜町3-12-1

製材工場
- 長崎県五島市東浜町1-15-1

福岡支店・福岡南営業所・福岡東営業所・福岡西営業所
- 福岡県福岡市博多区諸岡1-7-25

北九州支店
- 福岡県北九州市小倉北区重住3-1-20 プラザ川野1F

八幡支店
- 福岡県北九州市若松区高須東4-2-6

久留米営業所
- 福岡県久留米市小森野5-14-28 フォレスト小森野1F

佐賀支店
- 佐賀県佐賀市卸本町4-2

熊本支店
- 熊本県熊本市中央区水前寺1-18-18

大分支店
- 大分県大分市碩田町3-1-37

鹿児島営業所
- 鹿児島県鹿児島市鴨池新町5-6 プロパンガス会館302号

広島営業所
- 広島県広島市東区牛田本町2丁目10-23 シェソワホリオ101

東京支店
- 東京都世田谷区用賀3-8-18

## 公共事業
これまで携わってきた公共事業としては、以下がある。
- 西九州新幹線建設に合わせて実施されたJR長崎本線連続立体交差化事業[1][2]
- 長崎スタジアムシティ[3]
- 雲仙岳災害記念館（通称：がまだすドーム）[4]
- 長崎港上屋C棟（通称：ドラゴンプロムナード）[4]

## 関連企業
- 株式会社谷川商事
- 株式会社マルキ開発
- 株式会社ティーズデザイン

## 提供番組
- アサデス。KBC（KBC九州朝日放送）